# Schwerzenbach
Schwerzenbach ist eine politische Gemeinde im Bezirk Uster des Kantons Zürich in der Schweiz.

## Geographie
Die nördlich des Greifensees befindliche Gemeinde liegt östlich der Stadt Zürich an der Grenze zum Zürcher Oberland. Der Chimlibach durchquert Schwerzenbach und mündet in den Fluss Glatt.

## Geschichte

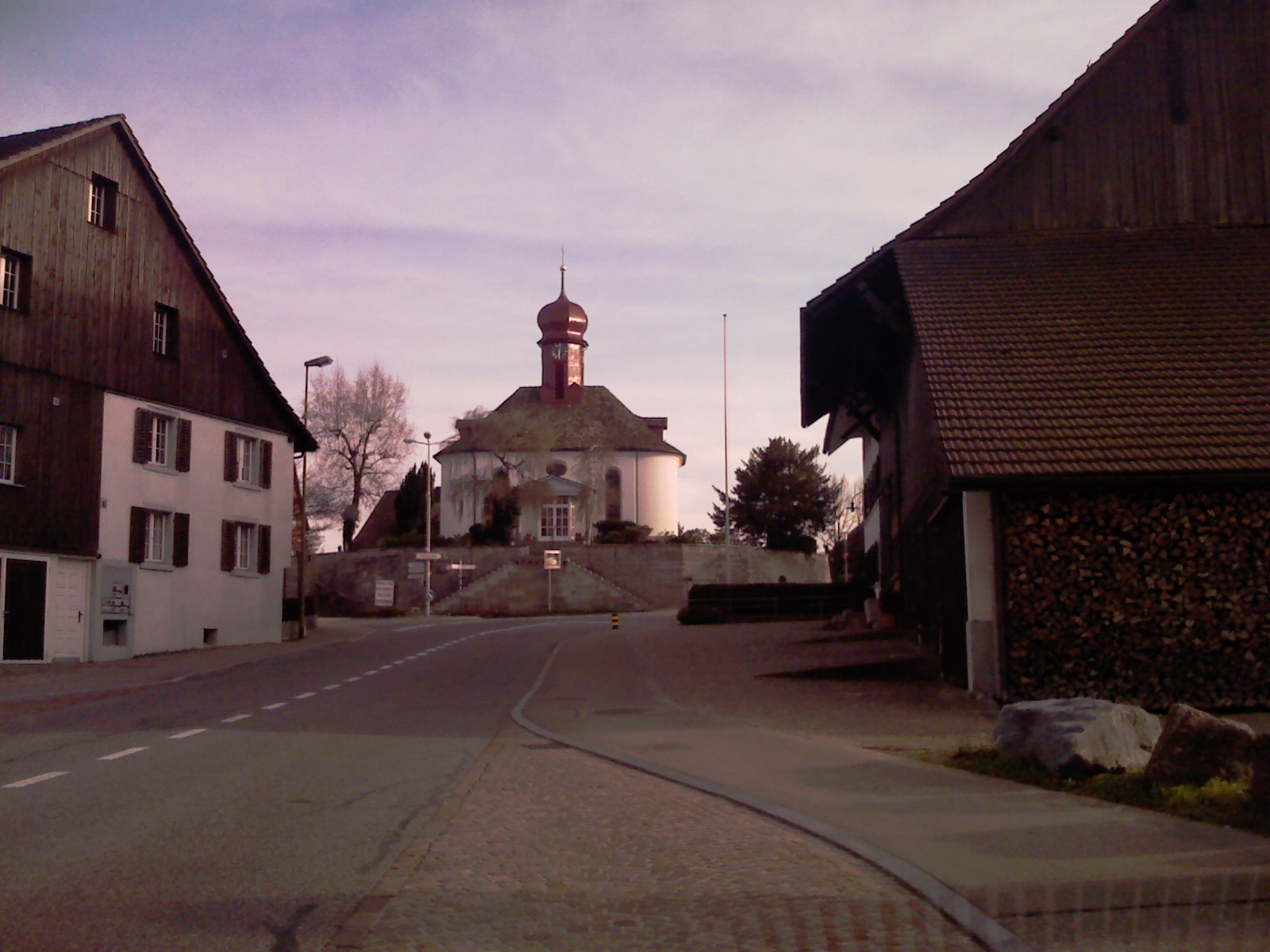
Reformierte Kirche Schwerzenbach

Im Mittelalter gehörte Schwerzenbach zur Herrschaft Greifensee, die den Grafen von Rapperswil gehörte und später an die Herren von Landenberg und die Grafen von Toggenburg überging. 1402 übernahm der Zürcher Stadtstaat die gesamte Herrschaft Greifensee und damit auch Schwerzenbach. Seit dem Untergang des Alten Zürich in der Revolution von 1798 ist Schwerzenbach eine eigene Gemeinde im Kanton Zürich. Sie gehörte zuerst zum Distrikt Uster, ab 1815 zum Oberamt Greifensee und ist seit 1831 Teil des Bezirks Uster.
Die Legende des heiligen Einhard berichtet von einem Schwerzenbacher Lokalheiligen, der bei der alten Kirche begraben sein soll. 1444, im Alten Zürichkrieg, zerstörten die Schwyzer die Kirche. Das Recht, den Pfarrer einzusetzen, die sogenannte Kollatur der Kirche Schwerzenbach, stand bis ins Jahr 1834 dem Kloster Einsiedeln zu, obwohl die Gemeinde schon 1524 zum reformierten Glauben gewechselt hatte. 1812 wurde die Kirche abgerissen und 1813 die heutige Kirche eingeweiht.
Bis ins 17. Jahrhundert lebten die meisten Schwerzenbacher ausschliesslich von den Erzeugnissen der Landwirtschaft, ab dem 18. Jahrhundert zusätzlich von der in Heimarbeit betriebenen Spinnerei und Weberei. Zur Ansiedlung von Industrie kam es trotz der 1856 eröffneten Bahnstation nicht. Einzig ein Seidenfabrikationsgeschäft etablierte sich. Schwerzenbach war daher bis vor sechs Jahrzehnten ein Bauerndorf.

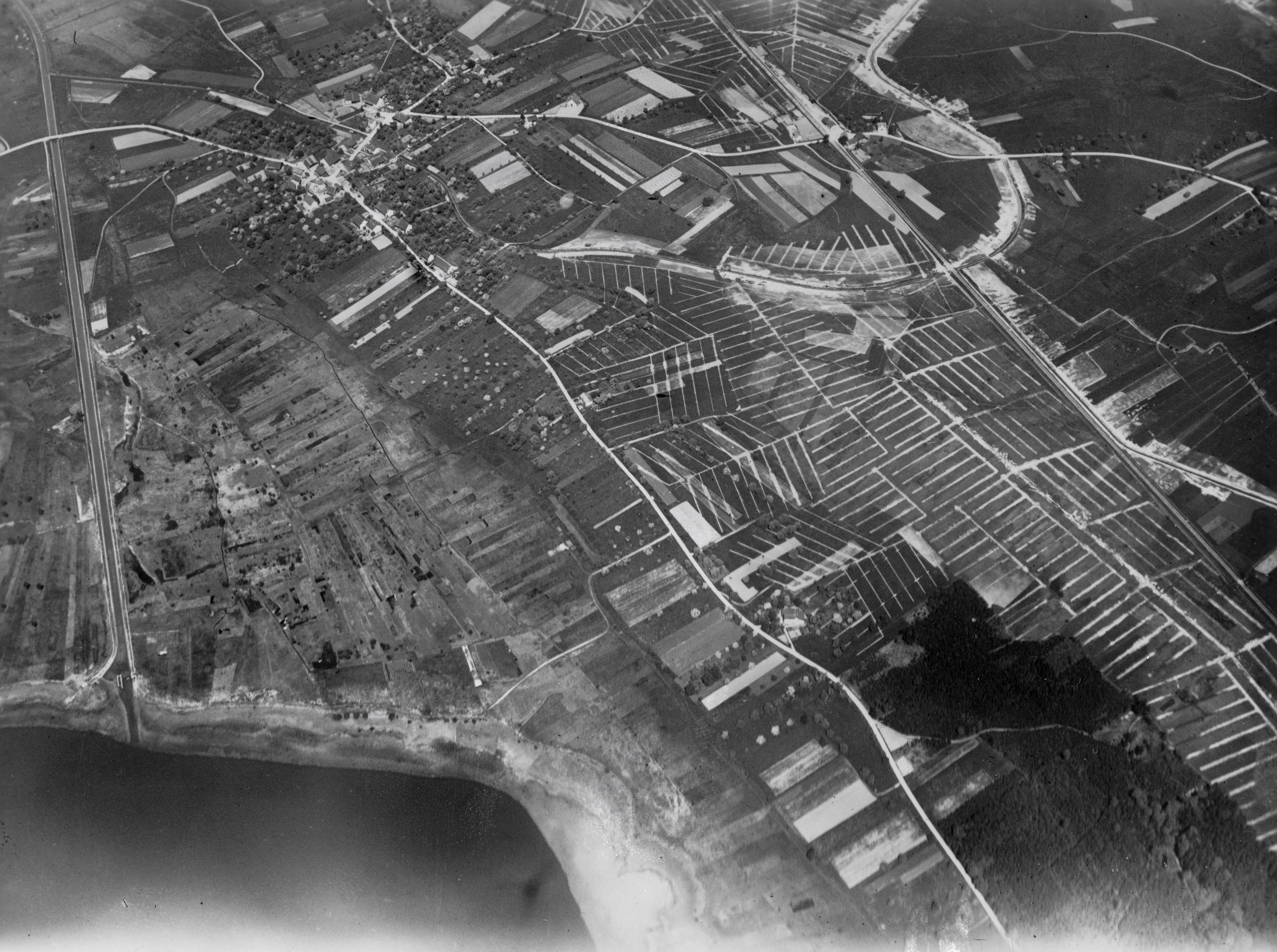
Historisches Luftbild von 1920, aufgenommen aus 800 Metern Höhe von Walter Mittelholzer

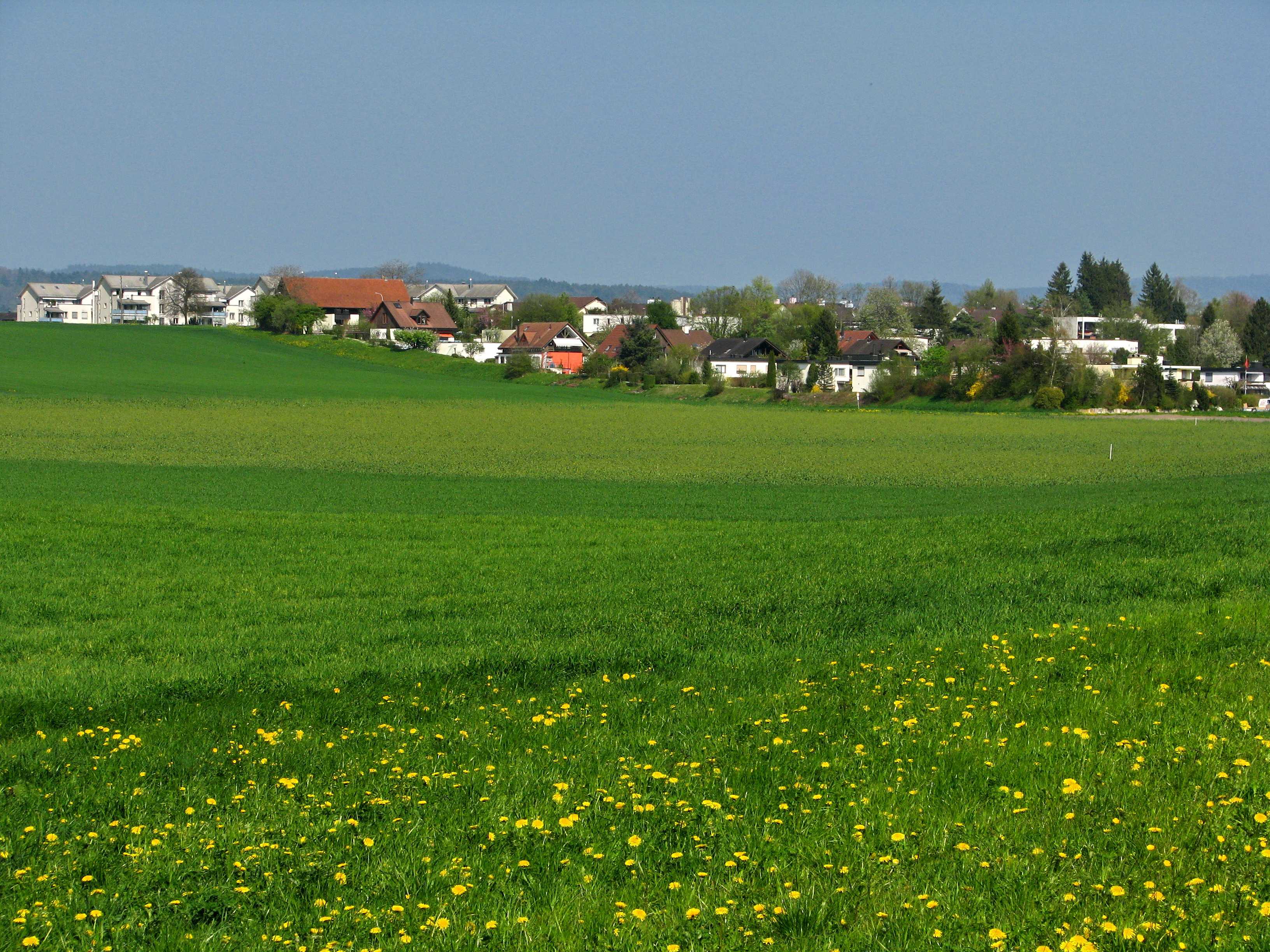
Ansicht von der Glatt aus

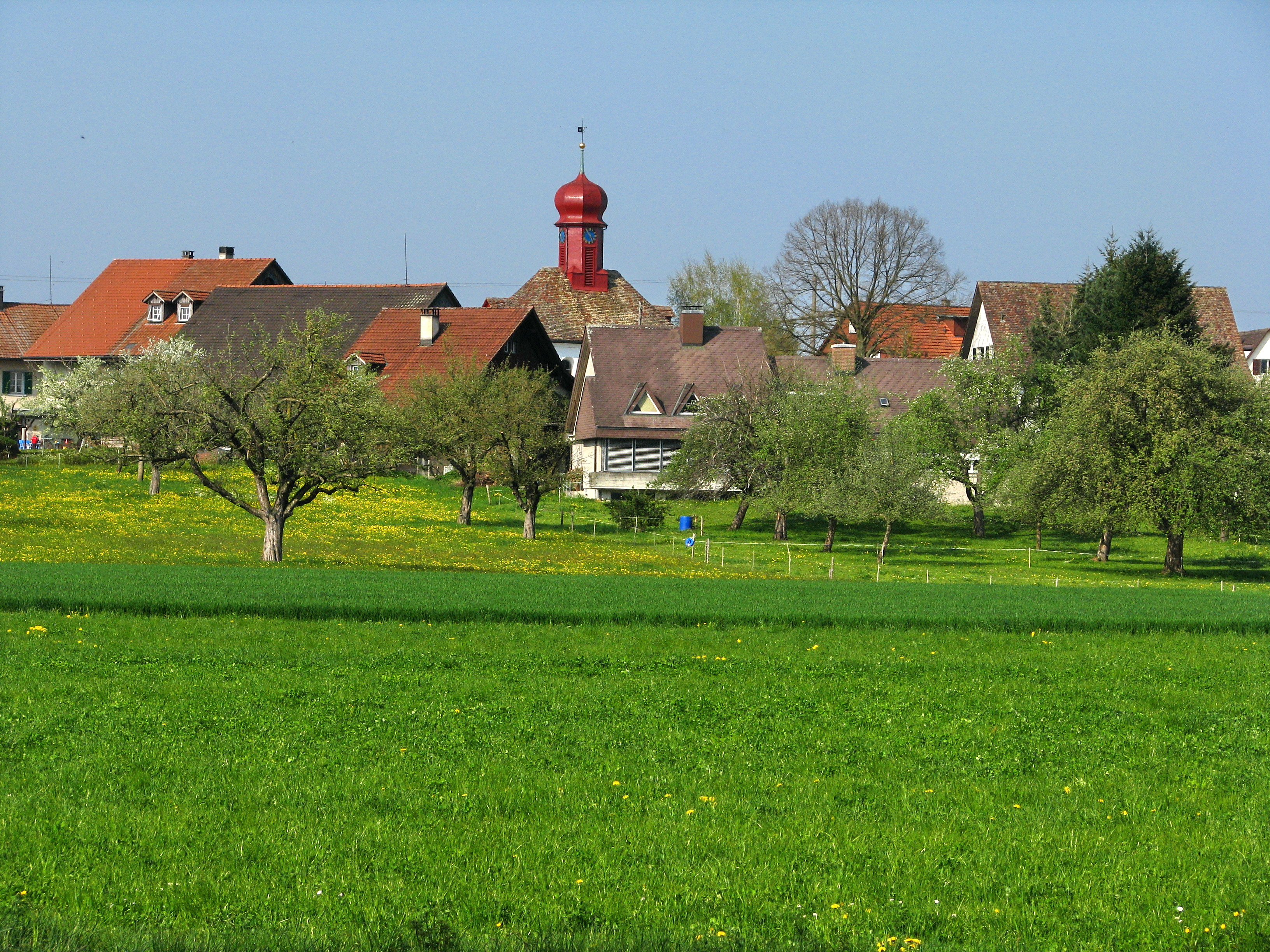
Ansicht von der Glatt aus

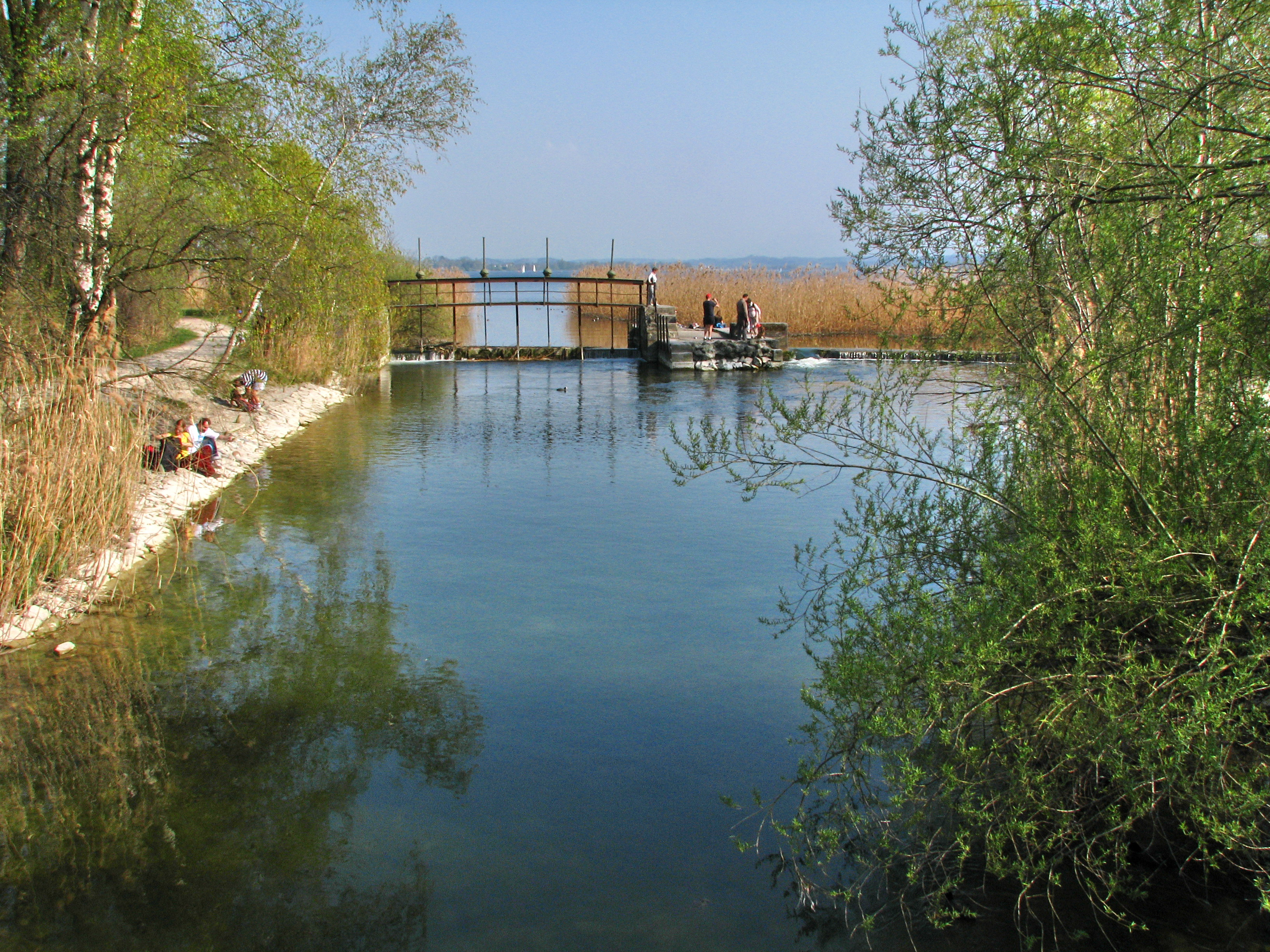
Der Ausfluss der Glatt aus dem Greifensee

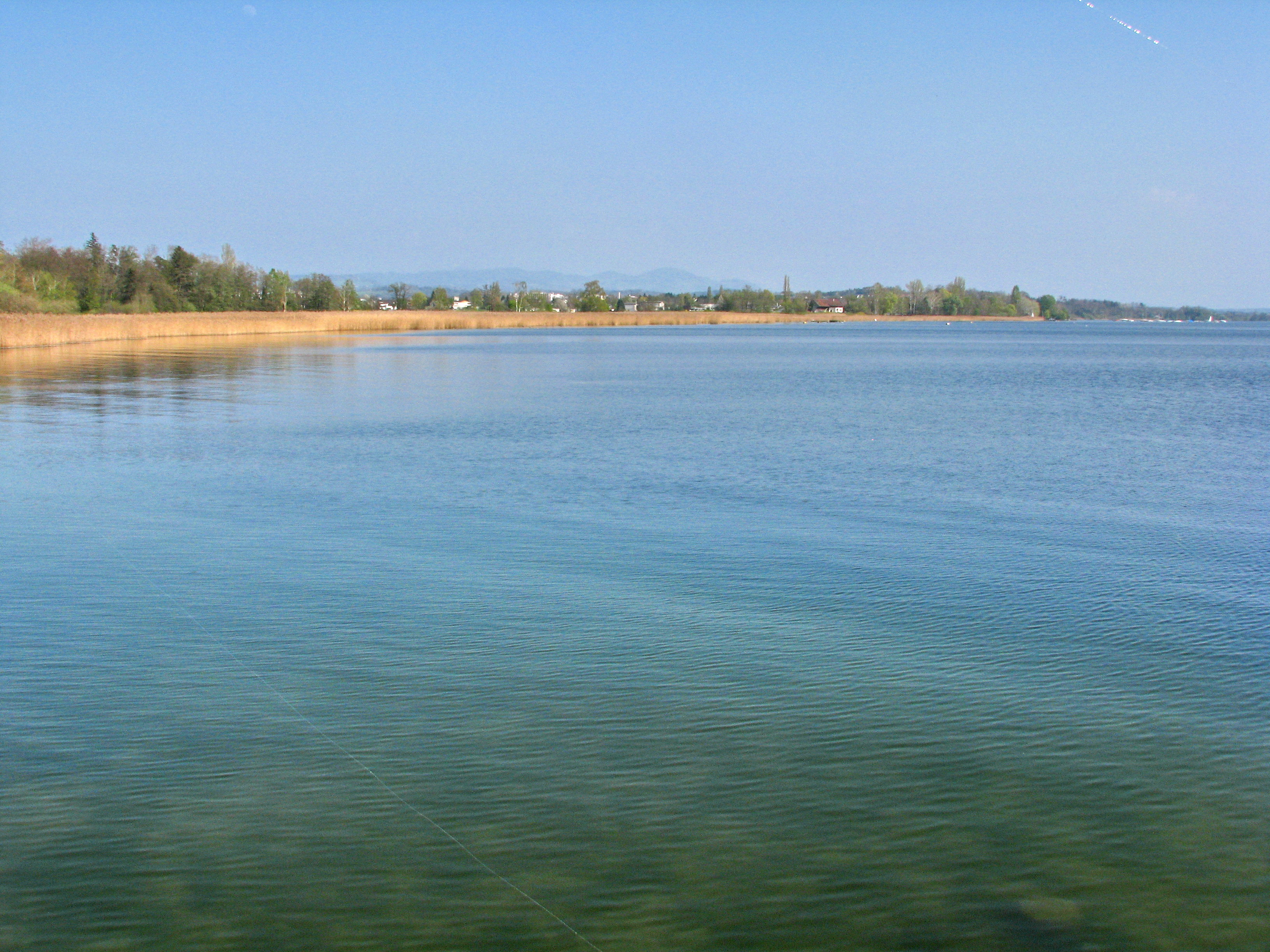
Der Greifensee bei Schwerzenbach, im Hintergrund das benachbarte Städtchen Greifensee

## Wappen
Blasonierung:
In Gold ein schwarzer Querbach, belegt mit einem silbernen Fisch
Ein eigenes offizielles Wappen führt die Gemeinde erst seit den Bemühungen der Antiquarischen Gesellschaft in Zürich und deren Wappenkommission Anfang der 1930er Jahre. 1932 zeigte der Stempel der Gemeinderatskanzlei noch den Zürcher Schild. Nach langer Suche fand man das alte Siegel des Gemeindeammanns von 1844. Es zeigt auf blauem Grund einen waagrechten schwarzen Bach mit einem silbernen Fisch und gab die Vorlage für das heutige Wappen ab.

## Bevölkerung
Die Nähe zur Stadt Zürich und zu Uster führte nach dem Zweiten Weltkrieg zu einem Bauboom, der das ursprünglich nur 400 Einwohner zählende Dorf auf über das Zehnfache anwachsen liess. Im Verlaufe des Baubooms verlagerte sich das Zentrum vom alten Dorfkern bei der Kirche zur Bahnstation in Richtung Volketswil, wo die Neubau-Siedlung «Im Vieri» alleine fast 500 neue Bewohner brachte.
| Jahr | Einwohner |
| ---- | --------- |
| 1836 | 221       |
| 1850 | 218       |
| 1900 | 201       |
| 1950 | 389       |
| 1962 | 1279      |
| 1970 | 2665      |
| 1980 | 2797      |
| 1990 | 3634      |
| 2000 | 4233      |
| 2005 | 4158      |
| 2010 | 4431      |
| 2015 | 5020      |
| 2020 | 5183      |
| 2022 | 5130      |

## Politik
Gemeindepräsident ist Martin Hermann (FDP, Stand 2023).
| Name                | Amtsantritt | Funktion                    | Partei    |
| ------------------- | ----------- | --------------------------- | --------- |
| Martin Hermann      | 2022        | Gemeindepräsident / Planung | FDP       |
| Esther Borra        | 2014        | Hochbau / Liegenschaften    | parteilos |
| Christiane Dasen    | 2022        | Soziales                    | glp       |
| Reto Haltinner      | 2018        | Sicherheit                  | Mitte     |
| Rahel Hofmann-Meyer | 2014        | Gesellschaft                | FDP       |
| Ivar Schmutz        | 2022        | Finanzen                    | glp       |
| Beat Schüpbach      | 2018        | Tiefbau / Werk              | parteilos |

Bei den Nationalratswahlen 2023 betrugen die Wähleranteile in Schwerzenbach: SVP 26,68 % (+0,52), SP 16,76 % (+3,12), glp 16,20 % (−1,01), FDP 12,11 % (−2,00), Grüne 10,98 % (−1,12), Mitte 8,95 % (+0,61), EVP 3,26 % (−1,15), EDU 0,90 (+0,16).

## Kirchen
2022 gehörten 23,57 % der Bevölkerung zur Evangelisch-reformierten Kirche und 24,31 % zur Römisch-katholischen Kirche. 52,12 % hatten eine andere oder keine Konfessionszugehörigkeit.
Die Reformierte Kirche Schwerzenbach wurde in den Jahren 1812–1813 in klassizistischem Stil errichtet. Das römisch-katholische Zentrum St. Gabriel befindet sich im Haus zum Wiesenthal, das 1803 erstellt wurde und seit dem Jahr 2000 als katholisches Pfarreizentrum benutzt wird.
Die evangelischen Freikirchen sind in Schwerzenbach durch die spanischsprachige «Iglesia Cuerpo de Cristo de Remar Internacional» vertreten, die zugleich als internationales sozialdiakonisches Hilfswerk tätig ist.

## Verkehr
Der Bahnhof Schwerzenbach ist durch die S-Bahn Zürich mit folgenden Linien angebunden:
- S 9 Schaffhausen – Jestetten – Rafz – Zürich HB – Stettbach – Uster
- S 14 Affoltern a. A. – Altstetten – Zürich HB – Oerlikon – Wallisellen – Hinwil
- SN9 Bülach – Zürich HB – Stettbach – Uster  (ZVV-Nachtnetz)

## Dialekt
Der zürichdeutsche Dialekt von Schwerzenbach gehört zu den Zürcher Oberländer Mundarten, wobei sich durch Zuzug aus Kanton, Schweiz und Ausland die Zürcher Oberländische Prägung bei vielen Sprechern in Schwerzenbach abgeschwächt hat.

## Städtepartnerschaft
- Aizpute, Lettland – seit 1991[11]

Die permanenten Kontakte erfolgen auf drei Ebenen:
- Exekutive: Gemeinderat Schwerzenbach und Stadtrat Aizpute
- Organisation: Partnerschaftsverein Pro Aizpute in Schwerzenbach und Freunde von Schwerzenbach in Aizpute
- Persönlich: Es hat sich ein Netz von direkten persönlichen Kontakten ausgebildet

## Persönlichkeiten
- Franz Perret (1904–1979), Bibliothekar und Leiter des Stiftsarchivs St. Gallen
- Fritz Butz (1909–1989), Filmarchitekt, Bühnen- und Kostümbildner sowie Illustrator
- Gerhard Ebeling (1912–2001), evangelischer Theologe, Vertreter der Hermeneutik
- Sita Jucker (1921–2003), Kinderbuch-Illustratorin, Malerin und Autorin
- Max Ziegler (1921–2012), Architekt der Nachkriegsmoderne
- Rudolf Winkler (* 1955), Landwirt und Politiker, Nationalrat